# Drapeau de Bahreïn
Le drapeau de Bahreïn est le drapeau national et le pavillon national du royaume de Bahreïn. Il fut adopté en 1959. Le drapeau est composé des deux couleurs blanc et rouge, la première pour la Grande-Bretagne et la deuxième pour l'Islam. La bande blanche, présente du côté du guidant, couvre un quart de la largeur.
Les deux couleurs sont séparées par une ligne brisée. Avant le XIXe siècle, le drapeau était simplement rouge puis une bande blanche vint s'adosser. 
En 1932, la ligne en zigzag apparut mais elle comportait vingt-huit pointes blanches, réduites à huit en 1972. En 2002, l'émir Isa ibn Salman Al Khalifah adopta une nouvelle constitution et réduisit le nombre de pointes à cinq, rappelant les cinq Piliers de l'Islam.

## Anciens drapeaux

Ancien drapeau avant 1820.
Ancien drapeau de 1820 à 1932.
Ancien drapeau de 1932 à 1972.
Ancien drapeau de 1972 à 2002.